# Загорулько, Юрий Васильевич
Юрий Васильевич Загорулько (род. 11 февраля 1947) — советский и российский общественный и хозяйственный деятель. Почётный гражданин города Шахты (2009). Глава администрации города Шахты Ростовской области (2001-2005).

## Биография
Родился 11 февраля 1947 году в Вене в Австрии, в семье военнослужащего Советской Армии. В 1966 году завершил обучение в Шахтинском энерготехникуме, в 1974 году окончил учёбу в Новочеркасском политехническом институте, в 1989 году завершил обучение в Высшей партийной школе в Ростове-на-Дону. Успешно защитил диссертацию на соискание степени кандидата социологических наук.
С 1977 по 1985 годы работал инструктором, а затем заведующим промышленно-транспортного отдела ГК КПСС города Шахты. С 1985 по 1988 годы работал в должности II, I секретаря Ленинского райкома КПСС города Шахты. С 1988 по 1990 годы трудился в должности 1 секретаря Донецкого горкома КПСС, а с 1990 по 1991 годы работал 1 секретарём горкома КПСС города Шахты.
С 1991 по 1994 годы занимал должность заместителя директора по производству Шахтинского народного авторемонтного предприятия, с 1994 по 2001 годы работал в должности  директора по экономике шахтинского производственного объединения по добыче угля "Шахтуголь".
В 2001 году был избран главой муниципального образования (мэром) города Шахты. На этой должности проработал до 2005 года.
Активный участник общественно-политической жизни города Шахты. Избирался председателем Общественной палаты города Шахты второго (2014-2016) и третьего (2016-2019) созывов. 
27 мая 2009 года решением городских органов власти был удостоен звания "Почётный гражданин города Шахты". 
Женат, воспитал дочь.

## Награды и звания
- Медаль «За трудовое отличие»,
- знак Шахтёрская слава всех трёх степеней,
- «Почётный гражданин города Шахты» (27.05.2009).